# 情報・行動中央局
情報・行動中央局（じょうほう・こうどうちゅうおうきょく、Bureau Central de Renseignements et d'Action；BCRA）は、1940年、シャルル・ド・ゴールがロンドンで設立した政府組織自由フランスの情報局。
「パシー大佐」（アンドレ・ドゥヴァヴラン）が中心となって統率し、国内のレジスタンス運動とレジスタンスの主導権をめぐり争った。のち、自由フランス軍第5局（情報部）と合同、「防諜・外国資料局」（SDECE）を経て対外治安総局となる。